# Stenij
Stenij (od grčke riječi stenos, "uzak") posljednje je geološko razdoblje Mezoproterozojske ere koje je trajalo od prije 1200 milijuna godina do prije 1000 milijuna godina. Ovo se vremensko razdoblje definira kronometrijski i nema odgovarajući sloj stijenja u Zemlji. Ime mu dolazi od uskih polimetamorfičkih pojasa koji su se formirali tijekom ovog razdoblja.
Superkontinent Rodinia formirao se tijekom stenija. Stenij obuhvaća i keweenawansko doba od prije 1100 milijuna godina.

## Vanjske poveznice
|  | Zajednički poslužitelj ima još gradiva o temi Stenij |